# Бендовський Ігор Васильович
Ігор Васильович Бендовський (нар. 6 жовтня 1981, Одеса УРСР) — український футболіст, півзахисник німецького клубу «Гессел».

## Клубна кар'єра
Вихованець ДЮСШ-6 (Одеса), перший тренер — Олександр Владимиров. У віці 9 років перейшов до молодіжної академії одеського «Чорноморця». Влітку 1997 року виїхав до Німеччини, де через 4 дні отримав запрошення від дортмундської «Боруссії». Розпочав дорослу футбольну кар'єру в другій команді дортмундської «Борусії». Пройшов усі щаблі юнацьких та молодіжних команд «Борусії». Став стабільним гравцем другої команди клубу. Проте за декілька місяців до завершення контракту отримав важку травму коліна, тому керівництво дортмундців вирішило не продовжувати контракт з Ігорем. Потім захищав кольори «Боруссії» (Фульда), «Фортуна» (Кельн) та «Баєр 04 II» (Леверкузен). У 2007 році перейшов до «Динамо» (Дрезден). У травні 2008 року відзначився дебютним голом у складі свого клубу. Ігор вийшов на поле на 56-й хвилині, а на 90-й хвилині допоміг вирвати нічию (2:2) у поєдинку проти «Динамо». У 2009 році виступав у «Вільгельмсгафені». У січні 2010 року перейшов до «Рот-Вайс» (Ессен), проте вже влітку того ж року перейшов до «Юрдінген 05». На початку сезону 2012/13 року повернувся до Одеси, де підписав контракт з друголіговим СКА (Одеса), у футболці якого провів 8 матчів, після цього повернувся до Німеччини. З 2013 року захищає кольори нижчолігового «Гессела».

## Кар'єра в збірній
У 1998 році виступав у юнацькій збірній України (U-16). На юнацькому чемпіонаті Європи U-18 2000 року в Німеччині виступав у юнацькій збірній Україні U-18.

## Досягнення
- Юнацький чемпіонат Європи
  -  Фіналіст (1): 2000